# Membibre de la Hoz
Membibre de la Hoz is een gemeente in de Spaanse provincie Segovia in de regio Castilië en León met een oppervlakte van 15,68 km². Membibre de la Hoz telt 31 inwoners (1 januari 2016).

## Demografische ontwikkeling
Bron: INE, 1857-2011: volkstellingen